# Air Dolomiti

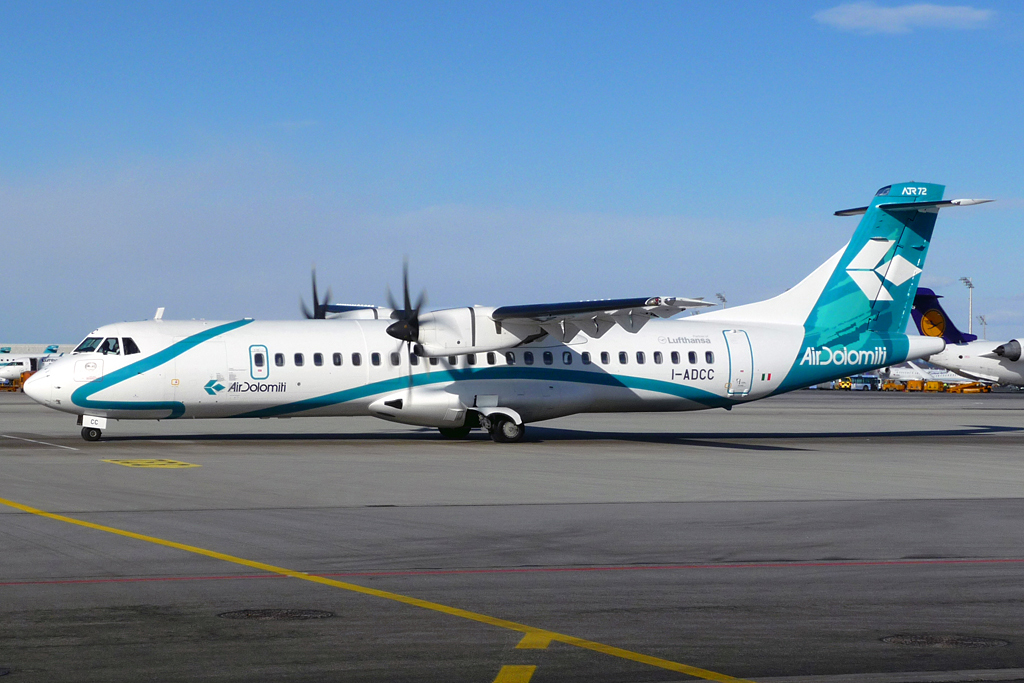
ATR 72

Air Dolomiti L. A. R. E. S. p.A — італійська авіакомпанія, заснована в Вероні, базується в аеропорту Верони і Міжнародному аеропорту Мюнхена. З 2003 100 % акцій компанії належить Deutsche Lufthansa AG.

## Історія

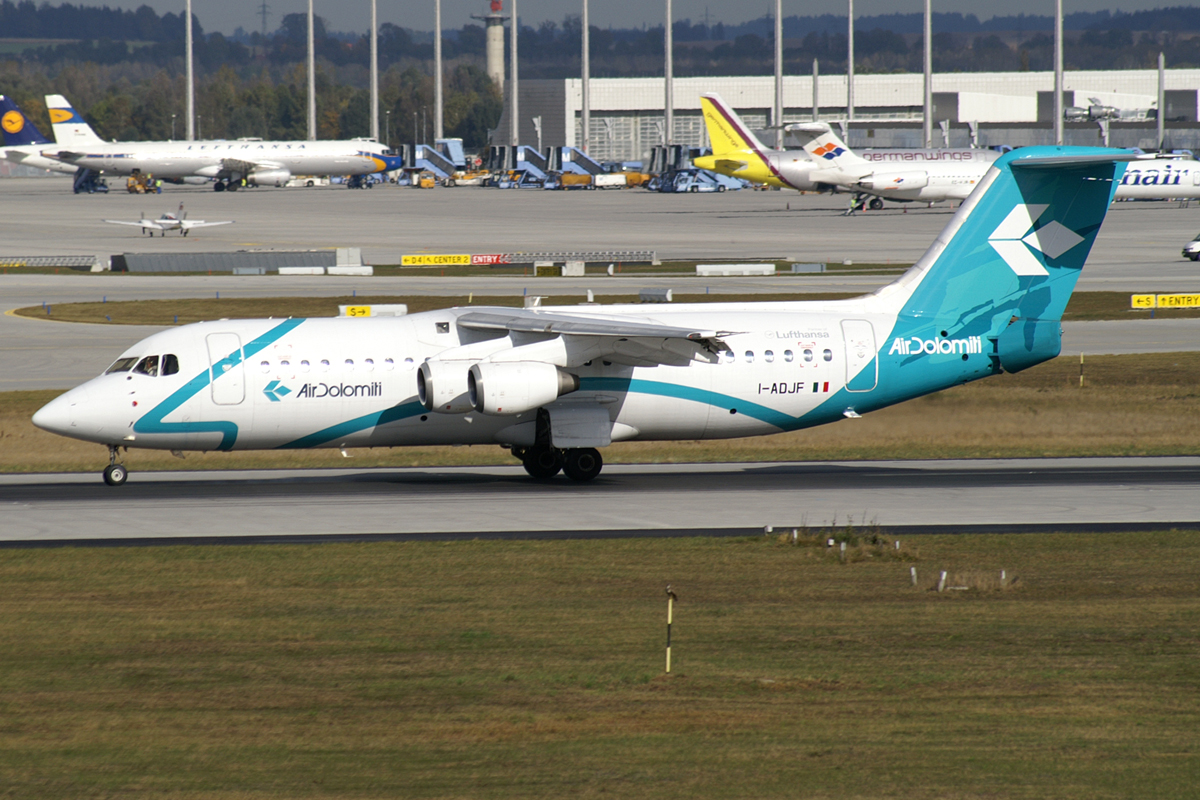
BAe 146—300, Міжнародний аеропорт Мюнхена

Була заснована у січні 1989 року. Назва компанії походить від гірського масиву в Східних Альпах — Доломітові Альпи (італ. Alpi Dolomiti).

## Напрямки

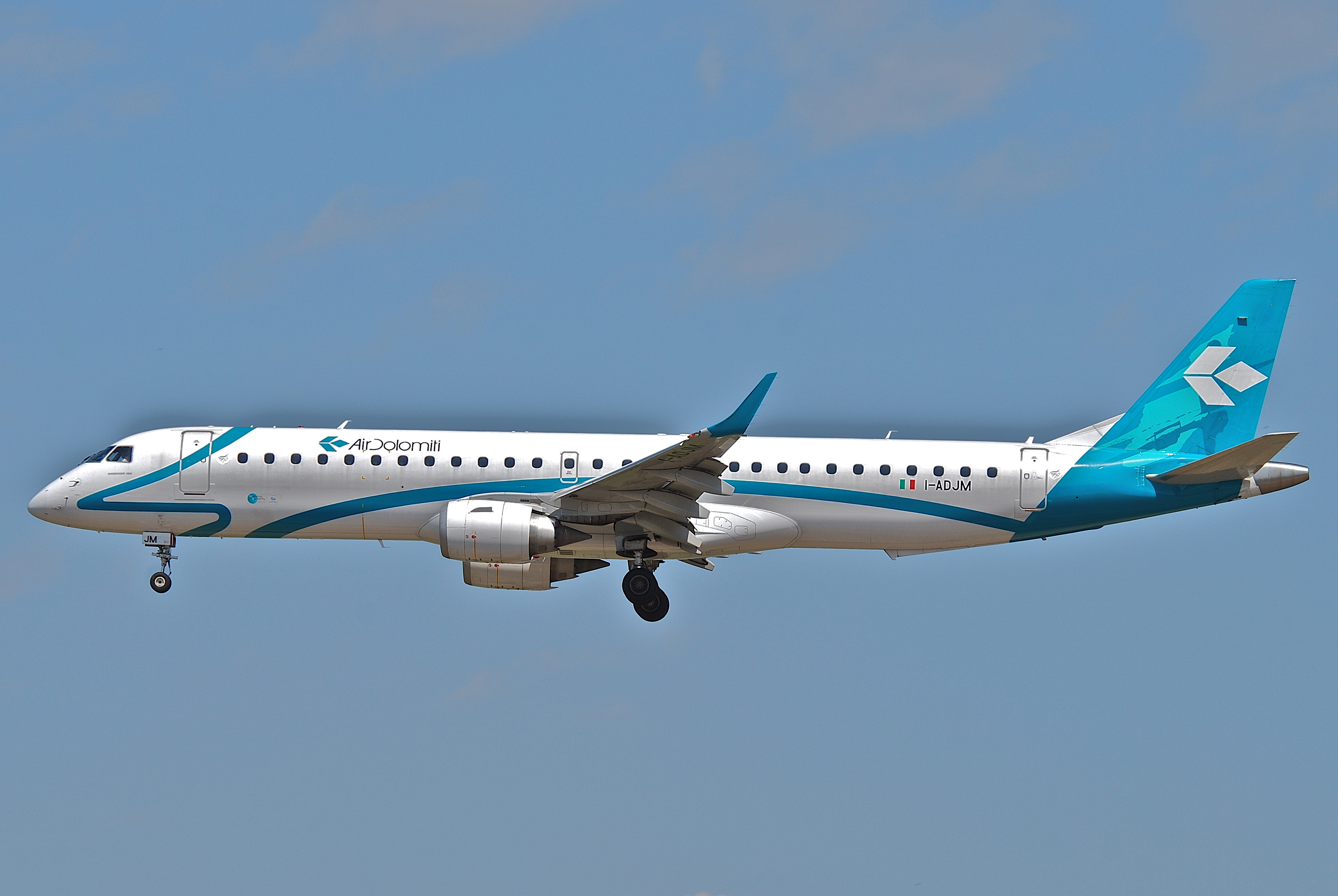
Air Dolomiti Embraer 195

| [Base] | Операційна база |
| [F]    | Майбутній       |
| [S]    | Сезонний        |
| [T]    | Призупинено дію |

## Код-шерінг
Air Dolomiti має договори про код-шерінг з наступними авіакомпаніями:
- Air China
- All Nippon Airways
- Lufthansa
- United Airlines

## Флот

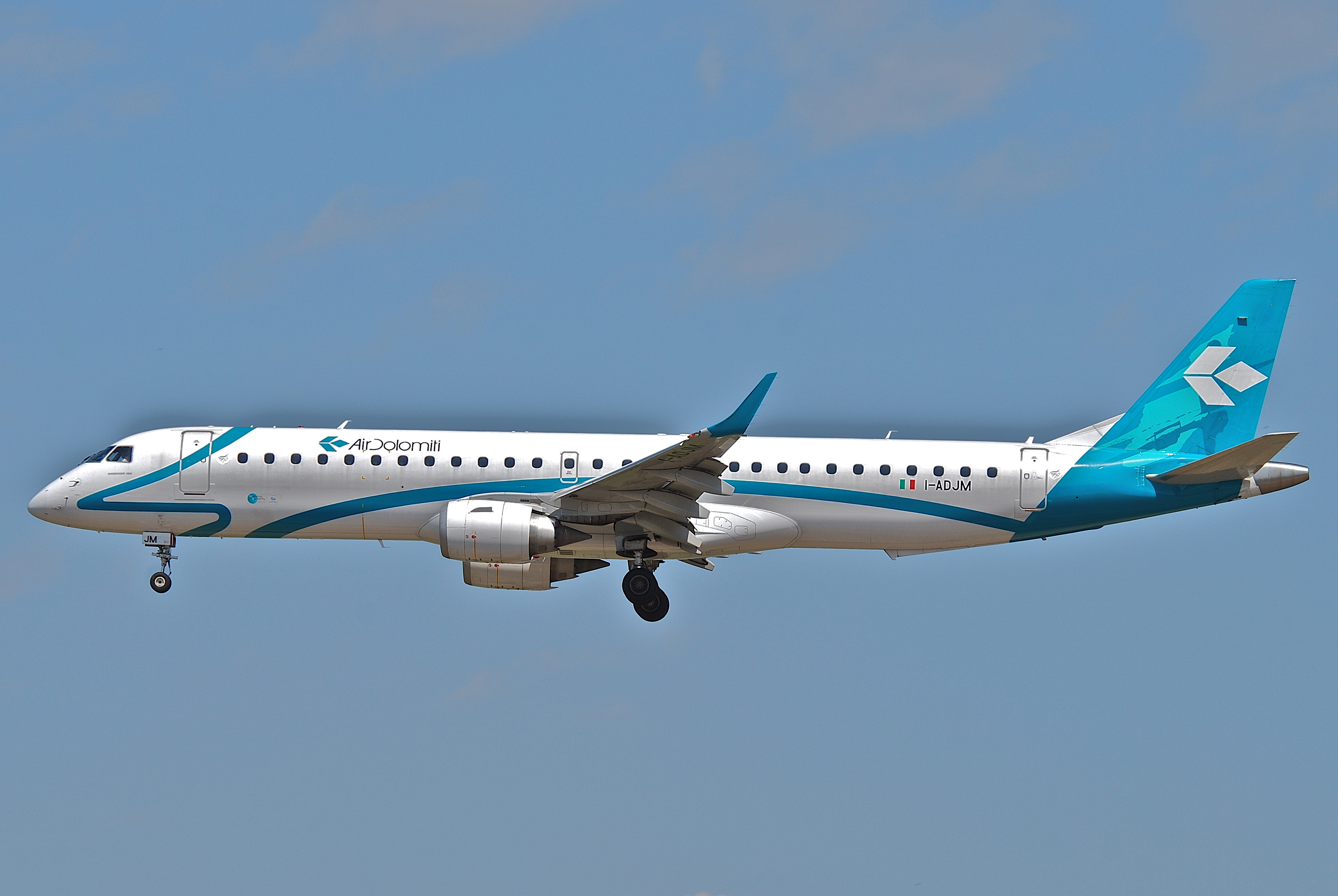
Air Dolomiti Embraer 195

Флот Air Dolomiti на березень 2018: